# Giovanni Domenico Lombardi
Giovanni Domenico Lombardi, dit Omino, né à Lucques (Toscane) en 1682 et mort en 1751, est un peintre italien de la période baroque actif au  début du XVIIIe siècle à Lucques.

## Biographie
Son travail a été influencé par le néoclassicisme, modelé par les concepts du caravagisme.
Il a probablement été influencé par Pietro Paolini (1603-1681).

## Œuvres
- Saint François Xavier  bénissant (ou assistant[1]) les pestiférés, musée des beaux-arts de Chambéry.
- L'intérieur d'un palais avec une élégante compagnie,
- Allégorie de la Foi et de la Charité,
- Vingt-deux tableaux, église de Rougnat, Creuse (Limousin).